# Хайнрих VI фон Ротенбург
Хайнрих VI фон Ротенбург (на немски: Heinrich VI von Rottenburg; * 2. половина на 14 век; † април / май 1411) е граф и господар на Ротенбург в Тирол (Австрия), ръководител на опозиция на тиролските благородници против херцог Фридрих IV Австрийски.

## Биография
Той е син на Хайнрих V фон Ротенбург (* ок. 1343; † ок. 1400) и съпругата му Агнес фон Тирщайн (* ок. 1360; † 1425), дъщеря на Зигмунд IV фон Тирщайн, ландграф в Зизгау и Бухсгау († сл. 29 януари 1383) и съпругата му Верена фон Нойенбург († 4 юли 1405).
След смъртта на баща му ок. 1400 г. той става ръководител на фамилията си. През 1404 г. той подарява болница (Spital) близо до замъка си в Калтерн.. През 1407 г. той основава благородническа организация против херцог Фридрих IV, който владее Тирол.
През 1410 г. избухва „Ротенбургския конфликт“, който завършва със загубата на неговите големи собствености. Баварският херцог Стефан III от Бавария-Инголщат използва това за повод да започне война, да си върне обратно Графството Тирол. Хайнрих е затворен заради държавна измяна и е освободен едва през 1411 г. След няколко месеца той умира. С него линията на Ротенбургите измира по мъжка линия.

## Фамилия
Хайнрих VI фон Ротенбург се жени ок. 1404 г. за графиня Агнес фон Верденберг-Хайлигенберг-Блуденц (* ок. 1385; † между 1427 и 1436), дъщеря на граф Албрехт III фон Верденберг-Хайлигенберг-Блуденц († 1420) и съпругата му Урсула фон Шаунберг († сл. 1412). Те имат една дъщеря:
- Барбара фон Ротенбург († 25 април 1462), омъжена ок. 1430 г. за рицар Беро I фон Рехберг-Минделхайм († 14 ноември 1462), син на Файт I фон Рехберг († 1416) и Ирмела (Ирмгард) фон Тек († 1422).[6]

Вдовицата му Агнес фон Верденберг-Хайлигенберг-Блуденц се омъжва втори път пр. 8 август 1415 г. за граф Еберхард VI фон Кирхберг († 1440).